# Plutonio
Il plutonio (inizialmente scoperto da Enrico Fermi e chiamato "esperio") è l'elemento chimico di numero atomico 94 e il suo simbolo è Pu. È l'elemento oggi più usato nelle bombe nucleari a fissione ed è quello caratterizzato dalla maggior radioattività. Il suo isotopo più importante è 239Pu, che ha un'emivita di 24200 anni.

## Caratteristiche

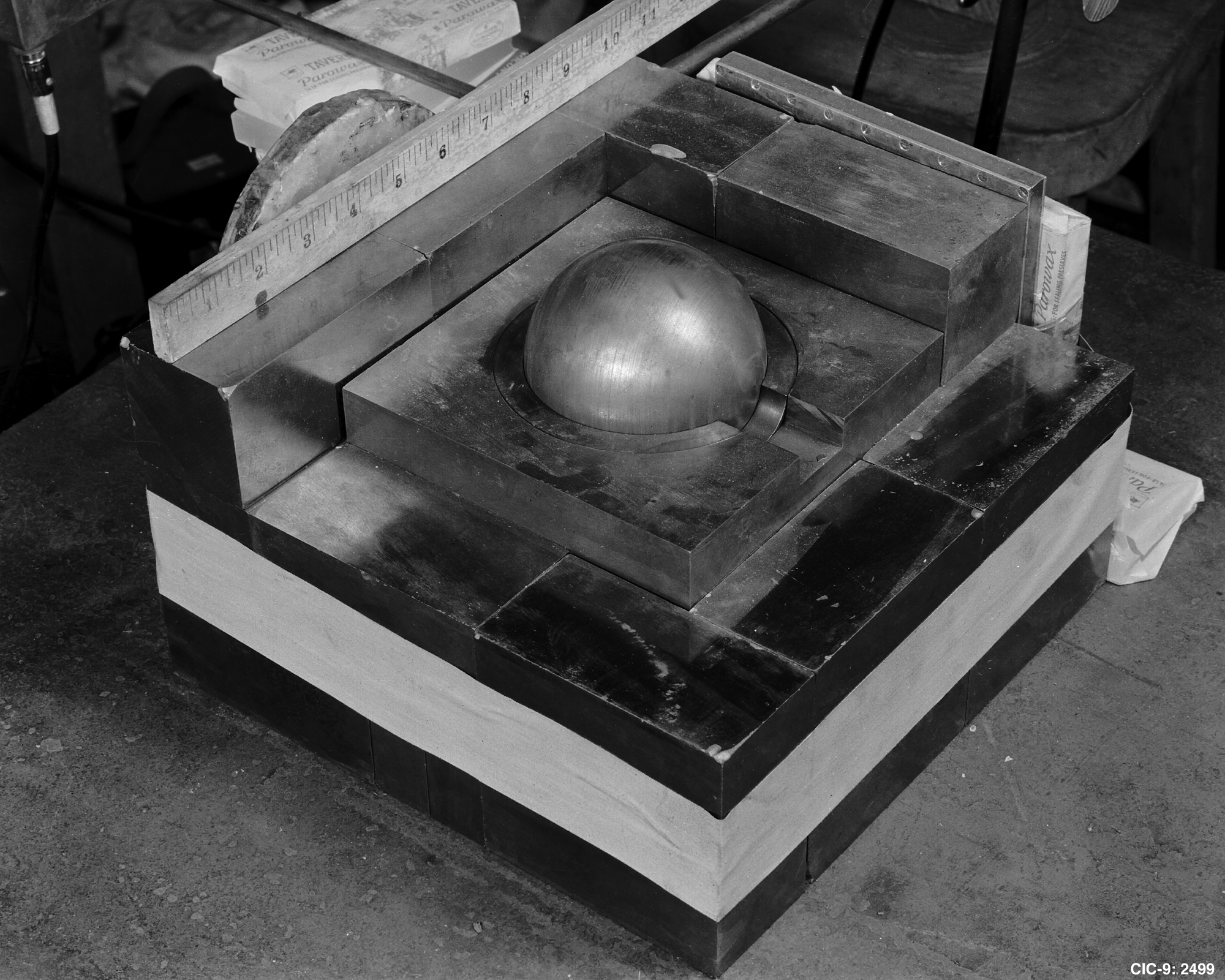
Sfera di plutonio in mezzo a due blocchi di carburo di tungsteno (simulazione)

Il plutonio puro è un metallo argenteo, ma imbrunisce quando si ossida. Il plutonio subisce una contrazione di volume all'aumentare della temperatura.
Il calore prodotto dal decadimento alfa rende il plutonio sensibilmente caldo al tatto; grandi quantità possono far bollire l'acqua.
Nei suoi composti il plutonio presenta sei numeri di ossidazione, da +2 a +7; in soluzione acquosa forma preferenzialmente quattro specie ioniche
- Pu(II), come ione Pu2+ (viola intenso)
- Pu(III), come ione Pu3+ (blu Lavanda)
- Pu(IV), come ione Pu4+ (giallo bruno)
- Pu(V), come ione PuO+2 (si pensa essere rosa). Questo ione è instabile in soluzione e disproporziona in Pu4+ e PuO2+2; Pu4+ ossida poi il rimanente PuO+2 a PuO2+2, riducendosi a Pu3+. Le soluzioni acquose di plutonio tendono nel tempo a divenire una mistura di Pu3+ e PuO2+2.
- Pu(VI), come ione PuO2+2 (rosa-arancio)
- Pu(VII), come ione PuO3−5 (rosso scuro). Lo ione eptavalente è raro e preparato solo in condizioni di estrema ossidazione.

Il plutonio in forma metallica mostra alcune proprietà particolari: a differenza degli altri metalli conduce male il calore, mostra forti variazioni di volume per modeste variazioni di temperatura o pressione e non è magnetico. Queste proprietà sono state spiegate nel 2007 tramite un modello che ipotizza che gli elettroni di valenza fluttuino tra gli orbitali, in contrasto con i precedenti modelli che ipotizzavano un numero fisso di elettroni di valenza negli orbitali.

## Applicazioni

### Plutonio per bombe atomiche
Il plutonio per bombe atomiche (detto anche in inglese weapons-grade plutonium) ha una composizione isotopica molto precisa. Date le proprietà di fissione nucleare e di fissione spontanea di alcuni isotopi, si deve mantenere la composizione di 239Pu >93%, così da rendere l'ordigno stabile e sicuro per il funzionamento, per far ciò si mantiene il burnup del combustibile inferiore ai MWd per massimizzare la produzione di 239Pu.
Per via della sua facile fissione il 239Pu è un componente fissile fondamentale delle moderne armi nucleari. La massa critica per una sfera di plutonio è di 16 chilogrammi, che può essere ridotta a 10 chilogrammi attraverso l'uso di una schermatura che respinge verso l'interno della massa i neutroni da essa emessi. Questa quantità corrisponde circa ad una sfera di 10 centimetri di diametro che per completa detonazione libera un'energia di 200 chilotoni. Il 239Pu ha tempo di dimezzamento (emivita) di 24 200 anni.

### Plutonio da reattori nucleari
Il plutonio da reattori nucleari (in inglese reactor-grade plutonium) dato il burnup maggiore, ha composizioni attorno al 60% di 239Pu, 25% 240Pu ed il restante degli altri isotopi, con queste percentuali che variano in funzione del burnup e della tipologia di reattore usato.
Ma anche il Plutonio da reattori può essere utilizzato per le bombe. Nel 1977 il governo statunitense ammise di aver condotto nel 1962 un test nucleare sotterraneo, nel deserto del Nevada, di una bomba nucleare a partire da plutonio da reattori nucleari. Un'analisi di come sia possibile produrre bombe atomiche utilizzando plutonio da reattori nucleari fu pubblicata su Nature nel 1980 da Amory Lovins

### Altri usi
L'isotopo 238Pu emette particelle alfa ed ha un'emivita di 87 anni. Questa sua caratteristica lo rende adatto per produrre generatori di corrente per dispositivi destinati a lavorare senza manutenzione diretta per un tempo paragonabile a quello di una vita umana; viene per questo usato nei generatori termoelettrici a radioisotopi (RTG) come quelli che alimentavano le sonde Galileo e Cassini. Versioni precedenti della stessa tecnologia hanno fornito energia a dispositivi per condurre esperimenti sismologici sulla superficie della Luna durante le missioni del Programma Apollo.
Il 238Pu è stato usato anche per alimentare alcuni modelli di cuore artificiale, in modo da ridurre i rischi dovuti a ripetute operazioni chirurgiche. È stato ampiamente rimpiazzato da batterie al litio ricaricabili per induzione, ma si calcola che negli Stati Uniti, nel 2003, tra 50 e 100 pace-maker al plutonio fossero impiantati in pazienti ancora in vita.

## Storia
Enrico Fermi e collaboratori dell'Università di Roma dichiararono di aver sintetizzato l'elemento 94 nel 1934 (che fu da loro denominato esperio, un antico nome dell'Italia). In realtà poi si ritenne che la reazione osservata non fosse la sintesi di un nuovo elemento, bensì un esempio di fissione nucleare, che al tempo era sconosciuta e che fu scoperta nel 1938 in Germania da Otto Hahn e Fritz Strassman.
Venne poi sintetizzato nel 1940 da Glenn Seaborg, Edwin McMillan, Joseph W. Kennedy e A. C. Wahl per bombardamento con deutoni dell'uranio nel ciclotrone del Lawrence Berkeley National Laboratory, presso l'Università di Berkeley, in California, ma la scoperta fu tenuta segreta. Fu considerato il primo elemento sintetizzato artificialmente e non presente sulla Terra, finché negli anni settanta lo stesso Seaborg e Perlman lo ritrovarono in alcune pechblende del Canada e in seguito fu rinvenuto soprattutto 239Pu in tracce minerali in Zaire, Colorado, Russia, Brasile, dove accompagna l'uranio. Prese il nome dal pianeta nano Plutone, all'epoca classificato come pianeta, perché seguendo l'uranio e il nettunio si volle mantenere l'analogia con i nomi dei pianeti del sistema solare. Curiosamente, Seaborg scelse come simbolo da sottoporre allo IUPAC per la registrazione del nuovo elemento, non il logico "Pl", bensì "Pu", corrispondente al verso fatto da un bambino al cospetto di un oggetto maleodorante. Gli piaceva infatti immaginare che tale nuovo elemento avesse un cattivo odore, ma nonostante pensasse che tale burla sarebbe stata bocciata in fase di registrazione, con suo stupore la commissione approvò il simbolo.
Durante il Progetto Manhattan furono realizzati grandi reattori nucleari a Hanford, nello stato di Washington, per produrre il plutonio con cui sarebbero poi state costruite due bombe: The Gadget fu collaudata al Trinity site, Fat Man venne sganciata sulla città giapponese di Nagasaki durante i bombardamenti atomici di Hiroshima e Nagasaki.
Sia gli Stati Uniti d'America sia l'Unione Sovietica accumularono grandi scorte di plutonio durante gli anni della guerra fredda; si stima che nel 1982 le scorte ammontassero a 300 tonnellate. Dalla fine della guerra fredda queste scorte sono oggetto di preoccupazione per un'eventuale incontrollata proliferazione di armi nucleari nel mondo. Negli Stati Uniti d'America è allo studio dal 2003 la conversione di svariati impianti elettronucleari al fine di poterli alimentare con il plutonio (MOX) al posto dell'uranio arricchito, in modo da smaltire parzialmente queste scorte.

## Disponibilità
Benché la quasi totalità del plutonio sia di origine sintetica, tracce molto tenui si trovano in natura nei minerali dell'uranio. Queste tracce provengono da un processo di cattura neutronica da parte di 238U che si converte dapprima in 239U che subisce due decadimenti beta convertendosi in 239Np e quindi in 239Pu. Lo stesso processo è usato per produrre 239Pu nei reattori nucleari. Una concentrazione significativa di plutonio naturale si trova al reattore naturale sul fiume Oklo nel Gabon.
Per via della loro lunga emivita (80 milioni di anni) alcune tracce di 244Pu risalgono alla nascita del sistema solare, prodottesi dalle esplosioni di supernova.

### Produzione

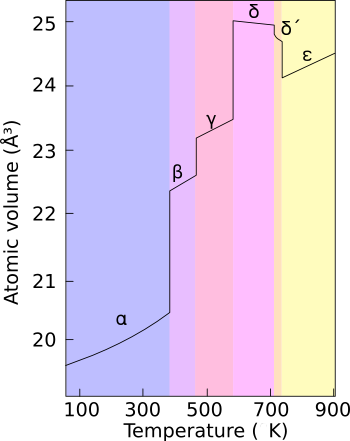
Effetto della temperatura sul volume atomico del plutonio.

L'isotopo 239Pu è il prodotto fissile fondamentale per la maggior parte delle armi nucleari: la sua produzione è quindi importante per le nazioni con programmi di sviluppo del nucleare militare.
239Pu viene normalmente prodotto nei reattori nucleari esponendo 238U a un flusso di neutroni: la reazione nucleare è detta fertilizzazione. Questo si trasforma in 239U che subisce due rapidi decadimenti beta, trasformandosi prima in 239Np e successivamente in 239Pu. Al termine dell'esposizione il 239Pu formatosi risulta mescolato ad una ingente residua quantità di 238U e a tracce di altri isotopi dell'uranio, nonché di eventuali prodotti di fissione; viene purificato quindi per via chimica.
Se 239Pu cattura a sua volta un neutrone, si trasforma però in 240Pu, un isotopo che ha rispetto al precedente una probabilità 10000 volte maggiore di fissione spontanea, aumentando corrispondentemente il rischio di detonazione non innescata; per questo motivo un plutonio ricco del suo isotopo 240 risulta inutilizzabile nelle armi nucleari perché emette costantemente neutroni, rendendone problematica la manipolazione e rischiando di far detonare parte dell'arma prima dell'innesco. Inoltre è impossibile distinguere chimicamente 239Pu da 240Pu, sarebbe quindi necessario separarli per via fisica, un processo difficile e costoso simile a quello impiegato per l'arricchimento dell'uranio. Per questa ragione nel caso si voglia ricavare il plutonio-239 l'irraggiamento di 238U non va mai protratto oltre una certa soglia oltre la quale la concentrazione di plutonio-240 diventa inaccettabilmente alta.
Un reattore commerciale ad acqua richiede per la sostituzione del combustibile il fermo completo per giorni o anche per settimane, durante il cambio degli elementi di combustibile: perciò è scoraggiata una programmazione del ciclo per la produzione plutonio; rimane comunque possibile anche se molto meno conveniente economicamente separare i minori quantitativi nel combustibile esausto. Per questo motivo, cioè per evitare la proliferazione nucleare, la IAEA ispeziona periodicamente tutti i reattori nucleari in attività nel mondo.
Un reattore appositamente concepito per la produzione di plutonio richiede invece dei macchinari di ricambio continuo del combustibile come il reattore RBMK e i CANDU, o un reattore più flessibile soprattutto in arresto e avviamento. In particolare i requisiti di flessibilità nel caricamento degli RBMK rendevano impossibile nel progetto una adeguata struttura di contenimento, fatto che ha drasticamente aggravato il disastro di Černobyl'. La maggior parte del plutonio prodotto nel mondo proviene da reattori di ricerca o da reattori militari come il reattore a gas inglese dell'incidente di Windscale. La produzione di plutonio è stata anche condotta con reattori autofertilizzanti al sodio attraverso l'impiego del mantello radiale nel nocciolo.

## Composti

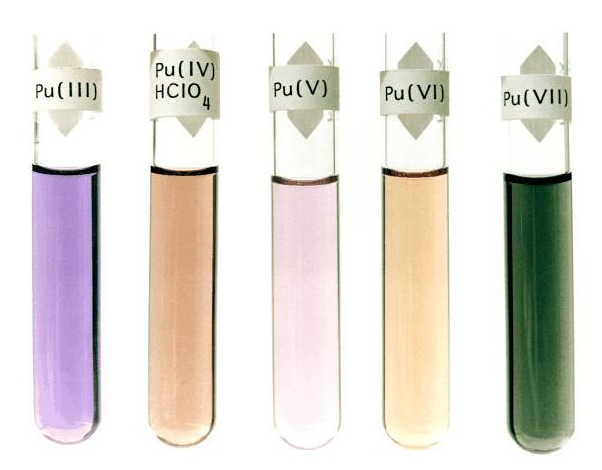
L'immagine mostra i colori di vari stati di ossidazione del Pu in soluzione.

Il plutonio reagisce rapidamente con l'ossigeno, formando PuO, PuO2 e altri ossidi intermedi. Reagisce con gli alogeni producendo composti del tipo PuX3, dove X è fluoro, cloro, bromo o iodio. Tra i fluoruri, è noto anche PuF4: sono inoltre noti gli ossialogenuri PuOCl, PuOBr e PuOI.
Il plutonio forma inoltre il carburo PuC, il nitruro PuN e, reagendo con il silicio, il composto PuSi2.

## Allotropi
Anche a pressione atmosferica il plutonio si presenta in diverse forme allotropiche. Queste hanno strutture cristalline e densità molto diverse: la differenza tra le densità delle forme α e δ è superiore al 25%. La presenza di questi numerosi allotropi rende il plutonio difficile da lavorare. Le ragioni che spiegano il suo complicato diagramma di fase non sono completamente note; alcune ricerche recenti sono state focalizzate sul realizzare accurati modelli matematici a computer delle transizioni di fase.

## Isotopi
Sono noti 21 radioisotopi del plutonio. I più stabili sono 244Pu, con emivita di 80,8 milioni di anni, 242Pu con emivita di 373300 anni e 239Pu, con emivita di 24100 anni. Tutti gli altri isotopi sono molto radioattivi e hanno emivite minori di 7000 anni. Questo elemento ha anche otto stati metastabili, nessuno dei quali è stabile (hanno tutti emivite di meno di un secondo).
Gli isotopi di plutonio hanno peso atomico che va da 228,0387 (228Pu) a 247,074 (247Pu). Il principale modo di decadimento prima dell'isotopo più stabile (244Pu) sono fissione spontanea ed emissione alfa, mentre il modo principale dopo l'isotopo più stabile è l'emissione beta. I prodotti di decadimento prima di 244Pu (trascurando la pletora di nuclei figli generati dalla fissione) sono isotopi di uranio e nettunio, mentre quelli dopo sono isotopi di americio.
Gli isotopi principali per applicazioni pratiche sono 239Pu, che è adatto per l'uso in armi e reattori nucleari, e 238Pu, adatto per l'uso in generatori termoelettrici a radioisotopi (vedi sopra per ulteriori dettagli). L'isotopo 240Pu è soggetto facilmente a fissione spontanea e si produce quando 239Pu è esposto a neutroni. Il plutonio composto da più del 90% di 239Pu è detto plutonio da armi nucleari; il plutonio ottenuto da reattori commerciali contiene di solito almeno il 20% di 240Pu ed è chiamato plutonio da reattore.

## Pericolosità
Tutti gli isotopi e i composti del plutonio sono tossici e radioattivi.
Il plutonio è dunque estremamente pericoloso se non manipolato adeguatamente. Le particelle alfa che emette non penetrano la pelle, ma possono danneggiare gravemente gli organi interni se il plutonio viene inalato o ingerito. Particolarmente a rischio sono lo scheletro, sulla cui superficie il plutonio è assorbito, e il fegato, dove viene raccolto e concentrato. Particelle finissime di plutonio (dell'ordine dei microgrammi) causano il cancro ai polmoni per inalazione.
A differenza di altri radioisotopi naturali quali il radio o il carbonio-14, il plutonio è stato prodotto, concentrato e isolato in grandi quantità (centinaia di tonnellate) durante gli anni della guerra fredda per la produzione di armi. Questi depositi, siano o meno in forma di armi, rappresentano un rischio tossicologico significativo principalmente perché non esistono vie facilmente praticabili per il loro smaltimento.
Oltre ai problemi connessi alla tossicità, vanno presi accorgimenti per evitare l'accumulo di plutonio in quantità vicine alla massa critica, ovvero alla quantità capace di innescare e auto-propagare una reazione a catena di fissione nucleare. In queste condizioni, anche se non confinata, la massa di plutonio si surriscalda e, rompendosi, danneggia ciò che le sta attorno. La forma è rilevante; vanno evitate forme compatte come quella sferica. Un'esplosione nucleare dell'ordine di una bomba atomica non può avvenire accidentalmente, dato che richiede una grande massa supercritica, tuttavia una massa critica può produrre dosi letali di radiazioni, come è accaduto in alcuni incidenti in passato.
Sono avvenuti diversi incidenti del genere sia negli Stati Uniti sia in Unione Sovietica, in alcuni casi con conseguenze letali. La manipolazione incauta di una sfera di plutonio di 6,2 kg ha procurato un'esposizione letale allo scienziato Harry Daghlian a Los Alamos il 21 agosto 1945, causandone la morte quattro settimane dopo. La dose assorbita da Daghlian fu di 510 rem (5,1 Sv). Nove mesi dopo un altro incidente simile sempre a Los Alamos causò la morte di Louis Slotin. Ancora a Los Alamos nel 1958, durante un processo di purificazione del plutonio, si formò una massa critica in un reattore, causando la morte di un operatore alla gru. Incidenti simili sono avvenuti anche in Unione Sovietica, in Giappone e in altre nazioni.
Il plutonio metallico rappresenta un pericolo di incendio, specie se il materiale è finemente suddiviso. Reagisce chimicamente con l'ossigeno e con l'acqua, con la quale può formare idruro di plutonio, una sostanza che si infiamma spontaneamente all'aria. Il plutonio si espande considerevolmente in seguito all'ossidazione e può arrivare a rompere il contenitore in cui si trova. Il materiale più efficace per spegnere un incendio da plutonio è la polvere di ossido di magnesio, che raffredda la massa incendiata e blocca qualsiasi legame con l'ossigeno.
Per evitare questo pericolo, il plutonio viene generalmente conservato in atmosfera inerte e rigorosamente anidra.

## Riferimenti letterari
Un elemento di nome "plutonio" viene citato da Ippolito Nievo, nella sua Storia filosofica dei secoli futuri del 1860, 80 anni prima della sua sintesi:
(Storia filosofica dei secoli futuri, Introduzione)